# Frédéric Vitoux

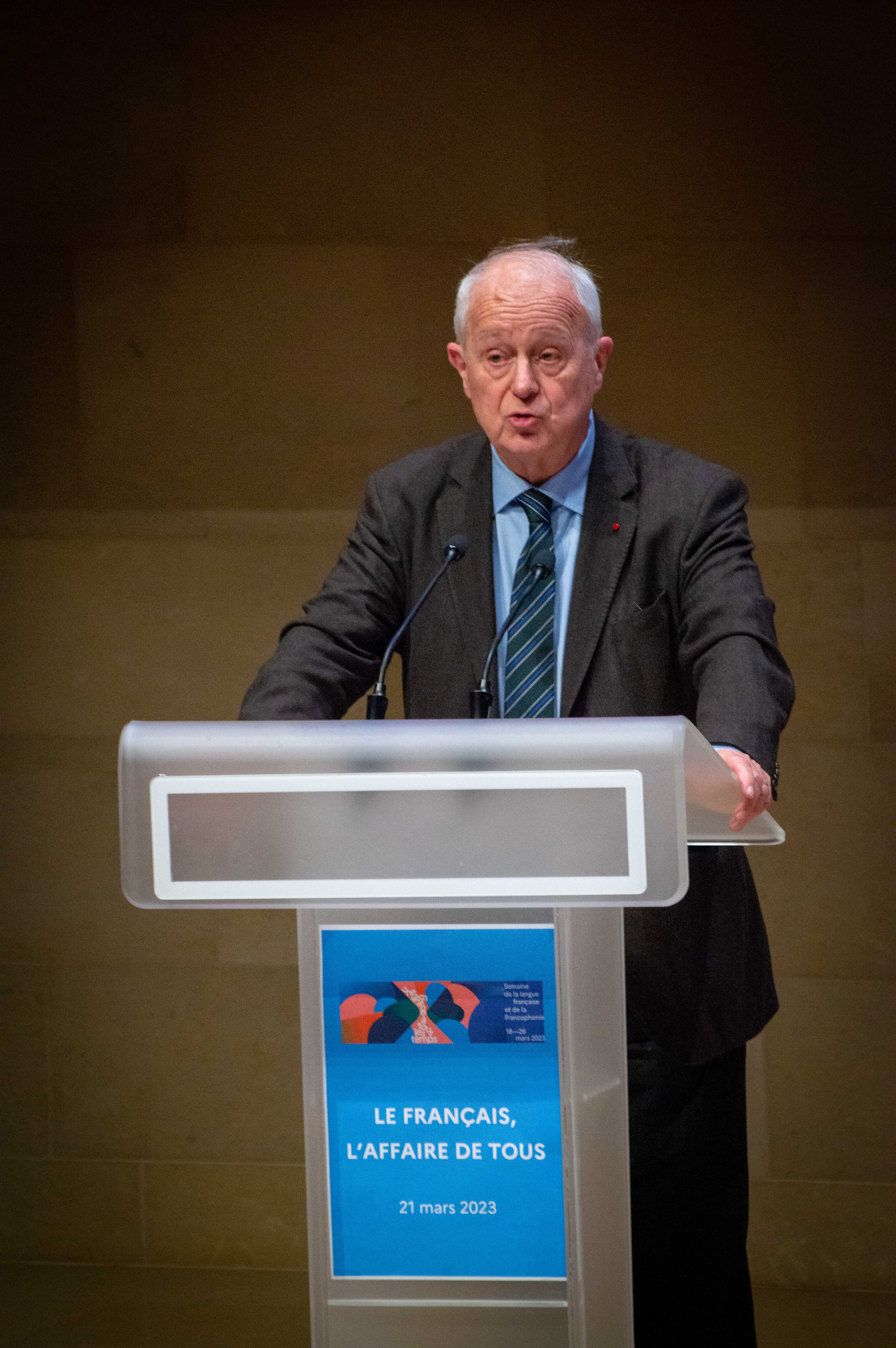
Frédéric Vitoux

Frédéric Vitoux (Vitry-aux-Loges 19 augustus 1944) is een Frans schrijver van vooral romans en biografieën. Verder is hij in Frankrijk bekend als columnist en als literatuur- en filmcriticus.
Vitoux staat te boek als de belangrijkste biograaf van Louis Ferdinand Céline. In 1988 verscheen zijn monumentale Louis Ferdinand Céline; une vie, welke in Nederland verscheen in de reeks 'Open-domein' van de Arbeiderspers. Ook in het Nederlands vertaald werd zijn boekje Bébert, de kat van Céline (1976) en zijn biografie van Gioacchino Rossini (1982) (eveneens verschenen in de reeks 'Open-domein').
Als zijn belangrijkste romans gelden Sérénissime (1990, onderscheiden met de "Prix Valery-Larbaud"), Charles et Camille (1992) en La Comédie de Terracina (1994, onderscheiden met de Prix de l'Académie française). 
Op 13 december 2001 werd Vitoux als opvolger van Jacques Laurent gekozen als lid van de Académie Française (15e zetel). Hij werd verder onderscheiden als officier in de Ordre des Arts et des Lettres.

## Werk
- 1973: Louis-Ferdinand Céline, misère et parole (Gallimard)
- 1973: Cartes postales (Gallimard)
- 1976: Les cercles de l'orage (Grasset)
- 1976: Bébert, le chat de Louis-Ferdinand Céline (Grasset); Nederlands: Bébert, de kat van Céline
- 1978: Yedda jusqu'à la fin (Grasset)
- 1978: Céline (Belfond)
- 1979: Un amour de chat (Balland)
- 1981: Mes îles Saint-Louis (Le Chêne)
- 1982: Gioacchino Rossini (Le Seuil); Nederlands: Gioacchino Rossini
- 1983: Fin de saison au Palazzo Pedrotti (Le Seuil)
- 1985: La Nartelle (Le Seuil)
- 1986: Il me semble désormais que Roger est en Italie (Actes-Sud)
- 1987: Riviera (Le Seuil)
- 1988: La vie de Céline (Grasset); Nederlands: Het leven van Céline (1990)
- 1990: Sérénissime (Le Seuil)
- 1990: L'art de vivre à Venise (Flammarion)
- 1992: Charles et Camille (Le Seuil)
- 1993: Paris vu du Louvre (A. Biro)
- 1994: La comédie de Terracina (Le Seuil)
- 1996: Deux femmes (Le Seuil)
- 1998: Esther et le diplomate (Le Seuil)
- 2000: L'ami de mon père (Le Seuil)
- 2001: Le Var pluriel et singulier (Équinoxe)
- 2003: Des dahlias rouge et mauve (Le Seuil)
- 2004: Villa Sémiramis (Le Seuil)
- 2005: Le roman de Figaro (Fayard)
- 2006: Un film avec elle (Fayard)
- 2008 : Clarisse (Fayard)
- 2008: Dictionnaire amoureux des chats (Plon)
- 2009: Céline, un homme en colère (Écriture)
- 2010: Grand Hôtel Nelson (Fayard)
- 2011: Bernard Frank est un chat (Éd. Léo Scheer)
- 2012: Jours inquiets dans l’île Saint-Louis (Fayard)
- 2013: Voir Manet (Fayard)
- 2014: Les Désengagés (Fayard)
- 2016: Au rendez-vous des Mariniers (Fayard)
- 2018: L'Express de Bénarès (Fayard)
- 2020: Longtemps, j'ai donné raison à Ginger Rogers (Grasset)
- 2022: L'Ours et le Philosophe (Grasset)
- 2023: Album de la Pléiade: Céline (Gallimard)
- 2023: L'assiette du chat (Grasset)